# Барміна Лариса Ігорівна
Лариса Ігорівна Ба́рміна (нар. 17 березня 1964, Київ) — українська художниця. Сестра художниць Людмили та Марії Барміних.

## З біографії
Народилася 17 березня 1964 року в місті Києві (нині Україна). 1982 року закінчила Київську художню школу імені Тараса Шевченка, де навчалася у Олега Животкова; 1993 року — Київський державний технічний університет будівництва і архітектури. Також навчалася у студії підлакових мініатюр при Києво-Печерській лаврі.

## Творчість
Працює в галузі станкового живопису, акварелі (створює малюнки, пейзажі, натюрморти, портрети). Серед робіт:
- «Коломенське, Москва» (1994);
- «Свято-Казанський собор, Москва» (1994);
- «Києво-Печерська лавра» (1999);
- «Богородиця» (2000);
- «Свята Андріївська церква. Київ» (2000, папір, темпера);
- «Тюльпани моєї бабусі» (2000).

Створює підлакові мініатюри (іконопис, ляльки, шкатулки). 2000 року у Києві посіла 1-е місце на фестивалі «Pro-Art» за творчу підлакову колекцію.
Бере участь у виставках з 1994 року. Персональна виставка відбулася у Києві у 2001 році.